# 司怪增五
獵戶座68，又名BD+19 1253，HD 42509、SAO 95359、HR 2193，是獵戶座的一颗恒星，视星等为5.75，位于銀經190.92，銀緯0.63，其B1900.0坐标为赤經6h 6m 5.9s，赤緯+19° 0.63′ 46″。